# Käswasser

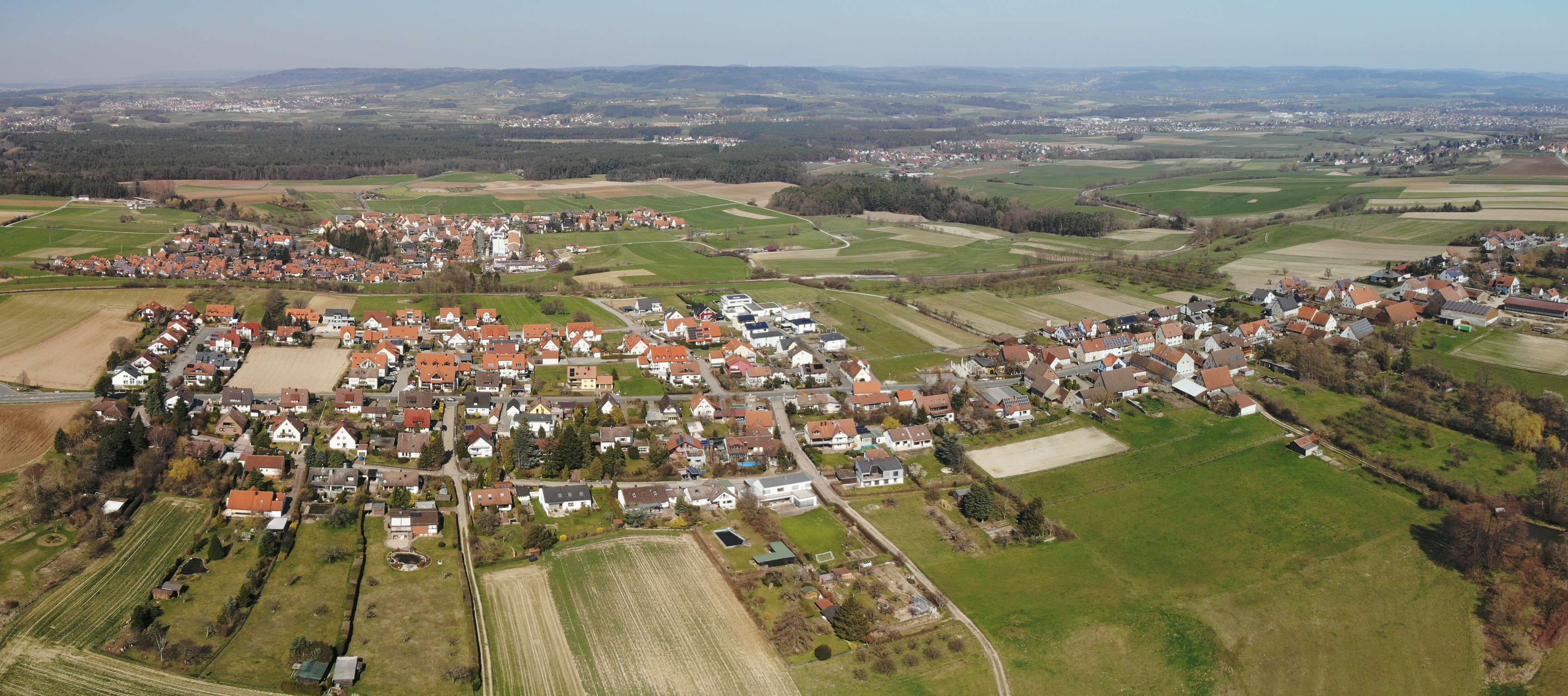
Panoramaluftaufnahme von Käswasser (2020)

Käswasser (fränkisch: Keeswasa) ist ein Gemeindeteil von Kalchreuth im Landkreis Erlangen-Höchstadt (Mittelfranken). Käswasser liegt in der Gemarkung Kalchreuth und hat etwa 520 Einwohner.

## Geografie
Das Dorf Käswasser liegt im Erlanger Albvorland bzw. im Vorland der Fränkischen Schweiz. Der Ort ist von Acker- und Grünland umgeben. Im Nordwesten liegt die Flur Rohrwiesen, im Nordosten Unterer Berg und im Süden Bodenwiesen. 0,25 km westlich grenzt bereits die Neubausiedlung von Kalchreuth an, 0,25 km nordöstlich die Neubausiedlung von Röckenhof.

## Geschichte

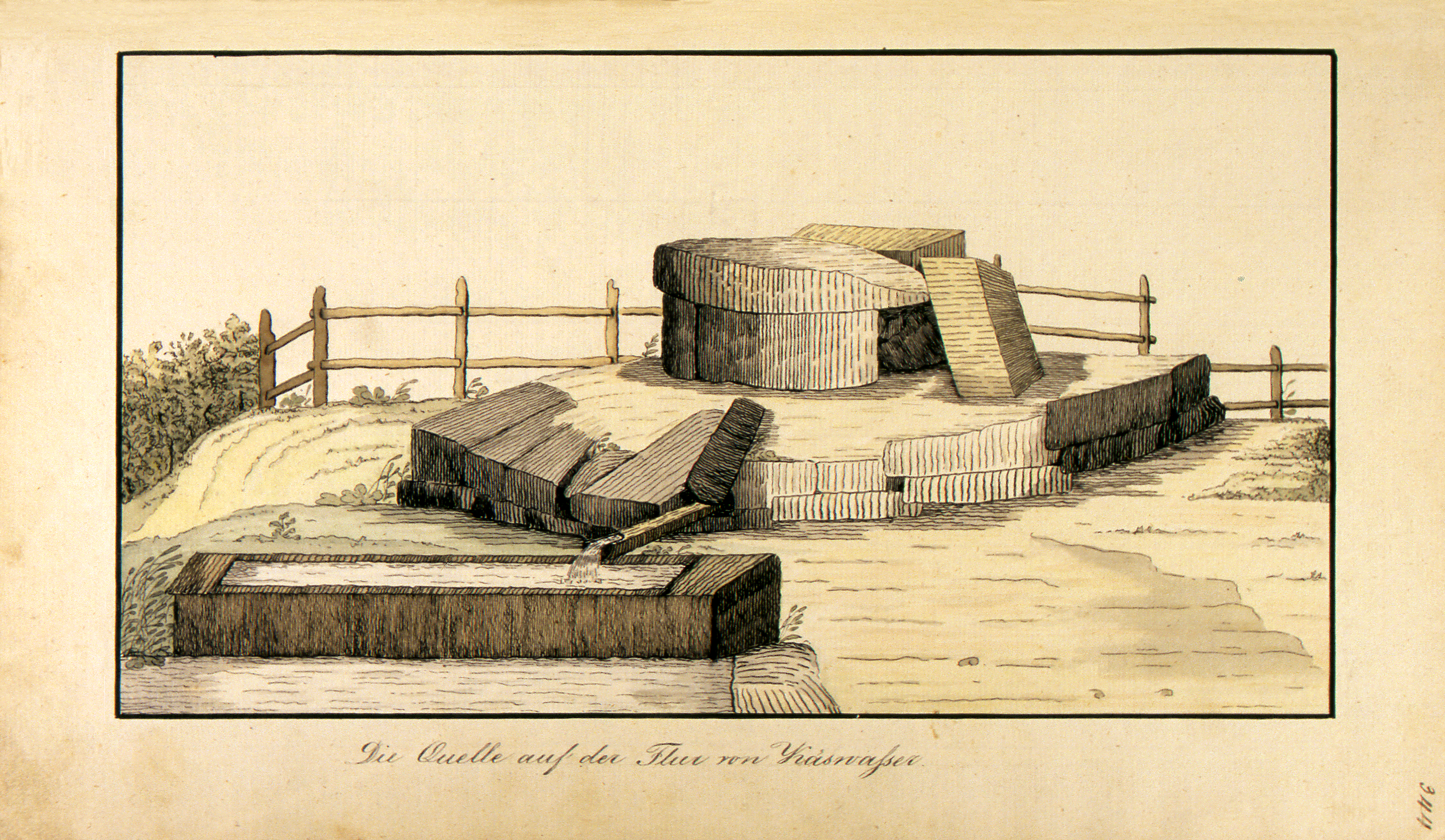
Die Käswasserquelle
im Jahre 1843

Der Ort wurde wahrscheinlich um 1050 gegründet und war ursprünglich ein Reichsgut, das vom Reichsamt Heroldsberg verwaltet wurde, und wurde 1276 als „Kasewazzer“ erstmals urkundlich erwähnt. Der Ortsname bezieht sich wahrscheinlich auf den Bach, der aufgrund seiner Trübheit so bezeichnet wurde (mittelhochdeutsch kæsewaʒʒer, die bei der Käseherstellung zurückbleibende Molke). 
Andere Hinweise lassen vermuten, dass die Wassereigenschaften einer Quelle Namensgeber für das Dorf waren. In das Juraplateau gebohrte Brunnen sollen ein wie Molke schmeckendes und ungenießbares Wasser gefördert haben. Vermutlich war die Quelle auf der Südseite gelegen. Dafür sprechen die alten Flurnamen „Die Brunnwiesen“ und „Am Weimarsbach“.
Bis zum Beginn des 19. Jahrhunderts unterstand Käswasser der Landeshoheit der Reichsstadt Nürnberg. Die Grundherren der einzelnen Anwesen wechselten im Laufe der Zeit häufig. Während der beiden Markgrafenkriege (1449/50, 1552/53) und des Dreißigjährigen Krieges wurde der Ort schwer in Mitleidenschaft gezogen. 1778 bestand „Käßwaßer“ aus sieben Anwesen und einem gemeindlichen Hirtenhaus. Die Dorf- und Gemeindeherrschaft wurde von der Patrizierfamilie Haller von Hallerstein beansprucht, bei der es sich um Nürnberger Eigenherren handelte. Grundherren waren die Haller (Forsthaus mit Hube des Stockförsters und Gut, 1 Dreiviertelhof, 1 Halbhof, 1 Gut), die Holzschuher (1 Gut), die Imhoff (1 Halbhof), das St.-Klaraamt (1 Gut).
Käswasser wurde 1806 bayerisch, nachdem die Reichsstadt Nürnberg unter Bruch der Reichsverfassung vom Königreich Bayern annektiert worden war. Mit dieser Übernahme wurde das Dorf ein Bestandteil der bei der „napoleonischen Flurbereinigung“ in Besitz genommenen neubayerischen Gebiete, was im Juli 1806 mit der Rheinischen Bundesakte nachträglich legalisiert wurde.
Von 1797 bis 1810 unterstand der Ort dem Justiz- und Kammeramt Erlangen. Im Rahmen des Gemeindeedikts (frühes 19. Jahrhundert) wurde Käswasser dem Steuerdistrikt und der Ruralgemeinde Kalchreuth zugeordnet.

## Einwohnerentwicklung
| Jahr      | 001631 | 001635 | 001818 | 001840 | 001861 | 001871 | 001885 | 001900 | 001925 | 001950 | 001961 | 001970 | 001987 | 002018 | 002023 |
| Einwohner | 63     | 14     | 62     | 64     | 85     | 73     | 73     | 67     | 73     | 147    | 82     | 220    | *      | 538    | 519    |
| Häuser    |        |        | 11     | 9      |        |        | 12     | 12     | 12     | 16     | 14     |        | *      |        |        |
| Quelle    | [ 6 ]  | [ 6 ]  | [ 20 ] | [ 23 ] | [ 24 ] | [ 25 ] | [ 26 ] | [ 27 ] | [ 28 ] | [ 29 ] | [ 30 ] | [ 31 ] | [ 32 ] |        | [ 1 ]  |

## Religion
Käswasser ist seit der Reformation evangelisch-lutherisch geprägt und nach St. Andreas (Kalchreuth) gepfarrt. Die Katholiken sind nach Unsere Liebe Frau (Dormitz) gepfarrt.

## Verkehr
Die von Kalchreuth her führende Kreisstraße ERH 10 durchquert Käswasser und führt weiter nach Großgeschaidt. Der ÖPNV bedient das Dorf an einer Bushaltestelle der Buslinie 212 des VGN. Der nächstgelegene Bahnhof befindet sich in Kalchreuth an der Gräfenbergbahn.

## Baudenkmäler

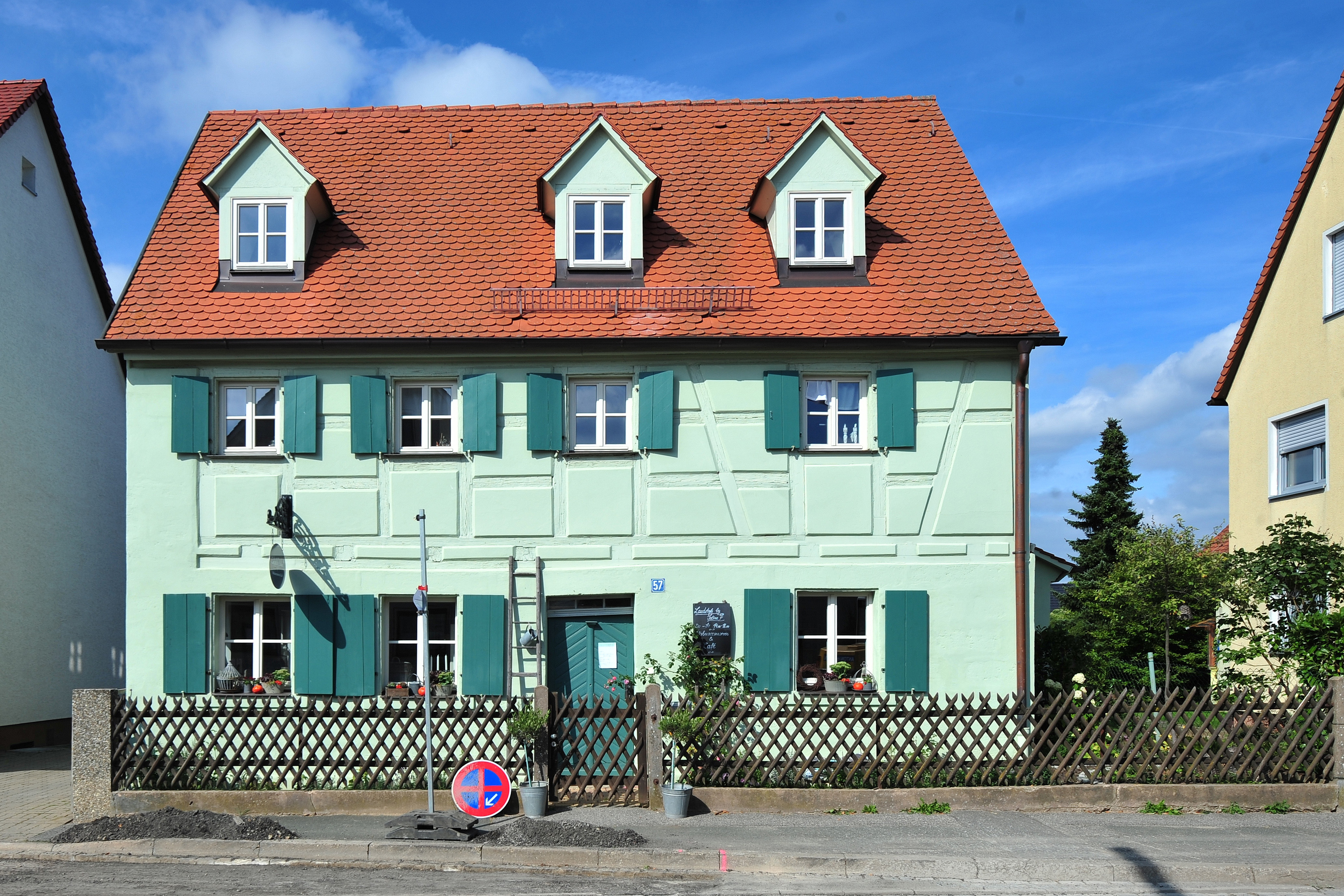
Aus der zweiten Hälfte des 19. Jh. stammendes Wohnhaus

In Käswasser gibt es zwei denkmalgeschützte Bauwerke, nämlich ein Wohn- und ein Gasthaus.